# Tinodes manni
Tinodes manni là một loài Trichoptera trong họ Psychomyiidae. Chúng phân bố ở miền Cổ bắc.